# Stazione meteorologica di Cuneo Centro
La stazione meteorologica di Cuneo Centro è la stazione meteorologica di riferimento relativa all'area urbana della città di Cuneo.

## Storia
Lo storico osservatorio meteorologico della Città, uno dei primi in Italia, venne inaugurato nel 1876.
Originariamente fu collocato nel campanile della ex-chiesa di Santa Chiara dove rimase fino al secondo dopoguerra.
Successivamente venne trasferita prima sul terrazzo della Camera di Commercio, poi dal 1994 al 2016 nuovamente nella torre campanaria alle coordinate: 44°23′30.3064″N 7°33′03.1569″E (a 549 metri s.l.m.) fino a quando venne dismessa.
Nel 2017, Arpa attivò una nuova stazione sul terrazzo della Camera di Commercio.

## Dati climatologici
In base alla media del trentennio di riferimento climatico 1961-1990, la temperatura media del mese più freddo, gennaio, si attesta a +1,8 °C; quella del mese più caldo, luglio, è di +21,6 °C.
Le precipitazioni medie annue  si aggirano sui 950 mm, mediamente distribuite in 81 giorni, con minimo in piena estate e minimo secondario in inverno e picco in primavera e massimo secondario in autunno .
Il vento soffia per tutto l'anno ad una velocità media di poco superiore ai 2 m/s, mentre soffia in direzione SW da ottobre a marzo mentre soffia in direzione NE fra aprile e settembre.
La nuvolosità media annua si attesta a 4 okta giornalieri, con massimo di 5 okta ad aprile e settembre ed un minimo di 3 okta a luglio e dicembre.
| Cuneo Centro                | Mesi   | Mesi   | Mesi   | Mesi   | Mesi   | Mesi   | Mesi   | Mesi   | Mesi   | Mesi   | Mesi   | Mesi   | Stagioni | Stagioni | Stagioni | Stagioni | Anno |
| Cuneo Centro                | Gen    | Feb    | Mar    | Apr    | Mag    | Giu    | Lug    | Ago    | Set    | Ott    | Nov    | Dic    | Inv      | Pri      | Est      | Aut      | Anno |
| --------------------------- | ------ | ------ | ------ | ------ | ------ | ------ | ------ | ------ | ------ | ------ | ------ | ------ | -------- | -------- | -------- | -------- | ---- |
| T. max. media (°C)          | 5,3    | 7,0    | 10,9   | 14,7   | 19,1   | 23,6   | 26,6   | 25,4   | 21,5   | 15,4   | 9,6    | 6,3    | 6,2      | 14,9     | 25,2     | 15,5     | 15,5 |
| T. min. media (°C)          | −1,8   | −0,7   | 2,6    | 6,1    | 9,9    | 13,9   | 16,6   | 16,1   | 13,0   | 7,8    | 2,9    | −0,4   | −1,0     | 6,2      | 15,5     | 7,9      | 7,2  |
| Nuvolosità (okta al giorno) | 4      | 4      | 4      | 5      | 4      | 4      | 3      | 4      | 5      | 4      | 4      | 3      | 3,7      | 4,3      | 3,7      | 4,3      | 4    |
| Precipitazioni (mm)         | 52     | 51     | 88     | 116    | 126    | 88     | 44     | 53     | 77     | 109    | 94     | 64     | 167      | 330      | 185      | 280      | 962  |
| Giorni di pioggia           | 5      | 5      | 8      | 9      | 10     | 8      | 5      | 5      | 6      | 8      | 7      | 5      | 15       | 27       | 18       | 21       | 81   |
| Vento (direzione-m/s)       | SW 2,2 | SW 2,2 | SW 2,2 | NE 2,3 | NE 2,2 | NE 2,2 | NE 2,2 | NE 2,1 | NE 2,1 | SW 2,1 | SW 2,2 | SW 2,3 | 2,2      | 2,2      | 2,2      | 2,1      | 2,2  |